# Alternativa KAS
La Alternativa KAS fue el programa marco político de la Koordinadora Abertzale Sozialista (KAS), órgano colectivo de una parte importante de la izquierda abertzale. Constituyó el origen y la cohesión para el nacimiento de Herri Batasuna (HB) y, por otro lado, fue la condición que Euskadi Ta Askatasuna (ETA) puso para abandonar el terrorismo: «No podrá existir un alto el fuego hasta que no sea reconocida la alternativa KAS ya que sólo entonces el pueblo vasco alcanzará verdaderamente la libertad».

## Origen
En julio de 1976, pocos meses después de la muerte del dictador Francisco Franco, la izquierda abertzale se dotó de un programa político de mínimos para acceder a la nueva situación que se avecinaba. El programa fue diseñado desde Koordinadora Abertzale Sozialista (KAS) y redactado en su primera edición por ETA político-militar. A este borrador, EHAS (precursor de HASI) le hizo algunas anotaciones, siendo como resultado el primer texto que se conoció como Alternativa KAS. En un principio mostraron su acuerdo, con alguna matización, las siguientes organizaciones: 
- ETA político-militar (ETA (pm));
- Langile Abertzale Iraultzaileen Alderdia (LAIA);
- Euskal Herriko Alderdi Sozialista (EHAS);
- Langile Abertzale Komiteak (LAK);
- Langile Abertzaleen Batzordeak (LAB).

A finales de 1976 ETA (m) aceptó la coordinación de KAS, aunque sin integrarse. Más tarde se sumarían EIA, el partido surgido de la VII Asamblea de ETA (pm), y ASK. Fue precisamente la divergencia sobre el apoyo a la alternativa KAS la que provocó la escisión en el seno de LAIA, con dos corrientes que, manteniendo el nombre del partido, se redefinieron como «LAIA (bai)» (sí en euskera) y «LAIA (ez)» (No), en función de su acuerdo o no con el texto suscrito. Por su parte, LAK se decanta por la postura de LAIA (ez) y rescinde su apoyo a la alternativa KAS.
La alternativa KAS fue presentada en Pamplona el 30 de agosto de 1976. Desde ETA (m), que entonces impulsaban su publicidad, consideraban que «la alternativa de KAS debería considerarse como una base democrática mínima suficiente como para, sin abandonar las tareas de organización y armamento populares, cesar en nuestra actividad armada, manteniéndonos en esta postura en tanto no haya un intento, por parte del imperialismo español o fuerza política española o de la burguesía vasca, de imponer su razón o expresar sus intereses por medio de las armas. La necesidad de este programa mínimo obedece a la comprobación táctica de que nuestro pueblo, como conjunto social, no está, a corto plazo, dispuesto a afrontar las tareas de la lucha armada».
En su redacción, el texto quedó de la siguiente manera:

1. Establecimiento de libertades democráticas.
2. Amnistía.
3. Adopción de medidas destinadas a mejorar las condiciones de vida de las masas populares y en particular de la clase obrera.
4. Disolución de los cuerpos represivos.
5. Reconocimiento de la Soberanía Nacional de Euskadi, lo que   conlleva el derecho del pueblo vasco a disponer con entera libertad de su destino nacional y la creación de un Estado propio.
6. Establecimiento inmediato y a título provisional de un Estatuto de Autonomía que surta efecto en Araba, Gipuzkoa, Nafarroa y Bizkaia.
7. Constitución, en el marco de tal Estatuto, de un Gobierno Provisional de Euskadi.

En los meses siguientes los grupos de KAS promovieron una intensa campaña para el conocimiento de la Alternativa. El propio Argala señaló en una entrevista concedida poco antes de su muerte que «la alternativa de KAS constituye la base indispensable para hablar de una normalización de la vida de Euskadi, para pensar en un camino menos violento de continuación de la vida política hacia la constitución de una Euskadi independiente, socialista, reunificada y euskaldun. Mientras que los objetivos de la alternativa KAS no se consigan el pueblo vasco estará atado, las vías institucionales no le servirán para gran cosa, y la lucha armada será una necesidad».

## Redefinición de la alternativa KAS
A principios de 1978, ETA (m) realizaba una actualización de la alternativa KAS, después de constatar que el texto original contenía algunos elementos reivindicativos que no se ajustaban a la coyuntura. Así pues, la organización terrorista pensaba que debería presentar un programa transitorio, orientado hacia la consecución de "libertades democráticas y que su consecución fuera la base mínima para el alto el fuego". 
El 30 de enero de 1978 ETA (m) aprovechaba la reivindicación de un ataque contra las dependencias del Gobierno Civil de Vizcaya para dar a conocer la actualización de la alternativa KAS, tal y como quedaba después del debate que se había producido en su seno en torno a ella:

1. Amnistía total.
2. Legalización de todos los partidos políticos, incluidos los independentistas sin necesidad de rebajar sus estatutos.
3. Expulsión de Euskadi de la Guardia Civil, Policía Armada y Cuerpo General de Policía.
4. Adopción de medidas para mejorar las condiciones de vida y trabajo de las masas populares y especialmente de la clase obrera. Satisfacción de sus aspiraciones sociales y económicas inmediatas expresadas por sus organismos representativos.
5. Estatuto de Autonomía que cuando menos abarque los siguientes requisitos: 
  1. Reconocimiento de la Soberanía nacional de Euskadi. Derecho de autodeterminación, incluido el derecho a la creación de un estado propio.
  2. El euskara lengua oficial, prioritaria de Euskadi.
  3. Las fuerzas de defensa ciudadana que sustituyan a las actuales represivas serán creadas por el Gobierno vasco y dependientes únicamente de él.
  4. Las fuerzas armadas acuarteladas en Euskadi, estarán bajo control del Gobierno Vasco.
  5. El pueblo vasco poseerá poderes suficientes como para dotarse de las estructuras económicas, sociales y políticas que considere más convenientes para su progreso y bienestar, así como para realizar cualquier transformación autónoma de las mismas».

Con respecto al programa anterior fueron cuatro las innovaciones más importantes. La primera de ellas la retirada de la exigencia de un Gobierno Provisional. La segunda fue el cambio que se introdujo en el término «disolución» que pasaba a contemplarse como «retirada» de las fuerzas represivas. Como tercera novedad notable se señalaba la inclusión de un apartado sobre las medidas de mejora para las clases obrera y demás capas populares. Y la cuarta innovación fue la que a largo plazo ofrecía más juego político: el reconocimiento del derecho de autodeterminación. 
En los años siguientes, la alternativa KAS se convirtió en el eje de la izquierda abertzale vinculada a ETA (ETA (m), tras la disolución de ETA (pm) en 1982), tanto es así que ella fue el origen y la cohesión para el nacimiento de Herri Batasuna. También fue la condición que ETA puso para abandonar la lucha armada: «No podrá existir un alto el fuego hasta que no sea reconocida la alternativa KAS ya que sólo entonces el pueblo vasco alcanzará verdaderamente la libertad».
En los contactos que hubo posteriormente, previos a las Conversaciones de Argel, la Alternativa KAS se conformó como el eje de discusión. Grupos como el PSOE y el PNV diseñaron diversos textos que, en su esencia, pretendían modificar o dulcificar los contenidos de la Alternativa.
En las Conversaciones de Argel en 1989 entre ETA y el Gobierno español, la interlocución vasca preparó un extenso trabajo sobre la inclusión de los puntos de la alternativa en el ordenamiento jurídico español. Pero el fracaso de las conversaciones dio al traste con las posibilidades de su plasmación. 

## Abandono de la alternativa KAS
En 1995 los diversos grupos que componen el conjunto de la izquierda abertzale, iniciaron un debate sobre la readecuación de la Alternativa, al igual que sucediera en 1978 y sobre la base de los cambios que se habían producido en el contexto político y social vasco. Las primeras claves del debate apuntaban a que la Alternativa se debería conformar sobre la base de dos grandes bloques, el primero de ellos destinado a su contraste con el Estado español y el segundo, como acuerdo entre las fuerzas vascas. Para el primero de los objetivos, la nueva alternativa debería incluir el reconocimiento de Euskal Herria, en especial del derecho de autodeterminación y su territorialidad, así como la apertura de un proceso democrático en el denominado Hegoalde (País Vasco y Navarra) del que se garantizasen sus resultados. En el otro apartado, las fuerzas vascas ahondarían en la euskaldunización, el papel de la Ertzaintza, la educación, las libertades democráticas, etc. Las condiciones mínimas para estos dos procesos llevarían implícita la amnistía total, la marcha de Hegoalde de las Fuerzas Armadas españolas y el alto el fuego de ETA.
Finalmente, en abril de 1995 ETA sustituiría la Alternativa KAS por la que denominó como «Alternativa Democrática», a la que se adhirió Herri Batasuna. En esta, ETA sostenía que ella debía negociar con el Estado la aceptación por éste del derecho de autodeterminación y del ámbito territorial vasco que defienden los independentistas. Posteriormente correspondería a los ciudadanos vascos (del territorio predefinido por el nacionalismo vasco) definir su propio estatuto político.